# Rắn hoa cỏ đai
Rhabdophis nigrocinctus (rắn hoa cỏ đai) là một loài rắn trong họ Rắn nước. Loài này được Blyth mô tả khoa học đầu tiên năm 1856.